# 復姓
復姓，是指恢復原來的姓氏。由於政治、戰爭等原因，人們被迫改名換姓，待事過境遷後，方回復原本的姓氏。

## 離婚姓氏
從夫姓的女性，在離婚後一般會回復自己原本的姓氏。

## 收養關係終止
中国历史上称收养、入赘关系结束为复姓归宗。中華民國法律规定，被收養子女與養父母，自解除收養關係時起，可以回復本姓，並回復其與本生父母及其親屬間之權利義務。

## 曾經復姓的名人
- 施绩：曾随祖母姓朱
- 范仲淹：曾随继父姓，名朱说
- 成龍：原名陳港生，譜名房仕龍。2013年8月31日，成龍回到安徽蕪湖沈巷鎮，認祖歸宗，改名房仕龍。
  - 房祖名：原名陳祖明。2003年，陳祖明恢復原姓，改名房祖名。
- 蔣孝嚴：原名章孝嚴，一直等到蔣經國配偶蔣方良去世，正式改稱「蔣孝嚴」，並稱其子女將會跟隨。但章孝嚴所指蔣經國為其父並無實際證據支持，在證據不全的情況下改名為「蔣孝嚴」，但蔣家均不承認。
  - 蔣萬安：原名章萬安，在2005年隨父親改姓為「蔣」
  - 蔣蕙蘭：原名章蕙蘭，2005年3月，隨父親改章姓為蔣姓。
  - 蔣蕙筠：原名章蕙筠，為蔣家第四代，2005年3月，隨父親改章姓為蔣姓。
- 曾俊華：原名梅俊華，13歲時舉家移民美國，他一家人才改回本姓「曾」，他在美國也一直沿用「曾俊華」的名字至今。

## 延伸阅读
[在维基数据编辑]